# Il castello dei morti vivi
Il castello dei morti vivi è un film del 1964 diretto da Warren Kiefer e Luciano Ricci (accreditato come Herbert Wise).

## Trama
Alla fine dell'ultima guerra napoleonica, una compagnia di cinque saltimbanchi si guadagna da vivere allestendo  uno spettacolo in cui si ironizza sulle esecuzioni. La compagnia è formata dal responsabile Bruno, la sorella di lui Laura, il focoso Dart, il gigante muto Gianni e Nick il nano.
Dopo uno spettacolo la compagnia si ritrova ad una taverna, dove scoppia una lite tra Dart e Bruno, durante la quale Eric, un soldato casualmente presente tra i viandanti all’interno della taverna, interviene a salvare Bruno, scacciando Dart, il quale nell’andarsene maledice Bruno.
Poco dopo, la compagnia, a cui Eric viene invitato ad unirsi nonostante le resistenze di Bruno, riceve una proposta per un ingaggio molto ben retribuito da parte di un misterioso committente.
I cinque partono e si imbattono per strada in una foresta estremamente silenziosa, con tanto di animali che sembrano pietrificati e, inoltre, incontrano anche una strana vecchia che li mette in guardia di non avvicinarsi al castello di “coloro che son morti e paion vivi”
La compagnia giunge poco dopo al castello e lo scoprono pieno di animali imbalsamati, prima di fare conoscenza con il padrone di casa, il conte Drago, un misterioso figuro studioso della morte che vive solo con il maggiordomo Hans.
Mentre il Conte e Bruno sistemano le questioni economiche e bevono cognac, tra Eric e Laura sembra nascere qualcosa, sebbene la ragazza cerchi di resistere al fascino del capitano. Inoltre, viene mostrato Dart raggiungere il castello a cavallo.
Nel ripetere la scena solitamente proposta, Bruno muore. Laura, sconvolta per la morte del fratello e ricordando il tremendo vaticinio di Dart, è sicura che l’uomo sia in qualche modo coinvolto con quanto successo a Bruno e i suoi pensieri sembrano essere confermati quando la ragazza, mentre piange la morte del fratello nella sua camera, vede Dart fare capolino dalla finestra. La ragazza urla, richiamando gli altri, ma Dart è già svanito nel nulla. 
Il giorno seguente, Dart si trova nei giardini attorno al castello, senza sapere di essere inseguito da Hans. L’uomo si infila in una grotta a forma di mostro, dove trova la vecchia veggente, che gli predice una morte molto vicina. Dart, appena uscito, viene ucciso da Hans e il suo cadavere viene occultato dal maggiordomo. Intanto il conte mostra ad Eric il suo laboratorio, dove gli dice di aver trovato un veleno capace di pietrificare all'istante qualsiasi essere vivente di piccola taglia. 
Arrivano poi tre gendarmi che, informati sulla dinamica dei fatti, liquidano la cosa come un incidente e partecipano alle esequie di Bruno. Nel frattempo Gianni, intento a curiosare nel castello,  viene ucciso con un dardo avvelenato da Hans, che poi ne occulta il cadavere. Dopo il funerale, il sergente dei gendarmi consiglia al conte di cacciare gli artisti e il conte promette che il giorno seguente, alla loro consueta ronda, non avrebbero trovato più alcun commediante. Nick, partito alla ricerca di Gianni, incontra la vecchia, la quale gli dice che lei sa tutto e che lui volerà presto tra le nubi, mentre Hans riesce ad attirare con un inganno Eric e a stordirlo.
Laura, nella sua stanza, riceve dal conte un bicchiere di cognac, che gli sfugge di mano. A questo punto fa capolino nella stanza una gatta che si mette a leccare il cognac e Laura, dopo un’iniziale risata, scopre con orrore che al leccare quel cognac la gatta rimane pietrificata. Cerca allora di scappare e incontra Nick, che la guida in una stanza in cima alla torre, dove trovano il corpo imbalsamato della moglie del conte. I due vengono raggiungi da un Hans armato di pistola, allora Nick ordina a Laura di scappare e affronta Hans su una delle torri del castello. Dopo una breve lotta, Hans  afferra Nick e lo scaraventa giù dalla torre. Nick cade su un pagliaio che attutisce la caduta e il suo corpo è portato via dalla vecchia veggente, che si trovava nei pressi. Intanto Laura, nello scappare, si ritrova nel laboratorio del conte, dove vede il corpo imbalsamato di Dart e uno stordito Eric. Le sue urla richiamano Hans che si prepara a ucciderla, ma viene fermato dal conte che gli ordina di andare a prendere il cadavere di Nick. Intanto Eric si riprende.
Nel frattempo la vecchia cura Nick, che non è morto ma solo svenuto, facendolo riavere e svelandogli come lei fu la prima vittima del conte, ma si salvò con la fuga: ora è tempo di compiere la vendetta. Nick, allora, affronta Hans nel giardino utilizzando i vantaggi della sua piccola statura e riesce a rubargli la pistola, con cui lo uccide. Nel castello, intanto, il conte porta Eric e Laura in una stanza dove ci sono tutte le sue vittime umane riunite in un macabro teatro di gente pietrificata. Il conte avvelena un dardo e si prepara a scagliarlo, ma l'intervento di Nick li salva, permettendo loro di scappare da quella stanza 
Nel frattempo ritornano al castello i gendarmi i quali, vedendo Eric portare via una spaventatissima Laura, equivocano la situazione e fanno per arrestare Eric, quando sopraggiunge il conte, con il dardo avvelenato ancora in mano.
L’uomo, a questo punto, accusa Eric di tentata rapina; ma ecco che, dal nulla, appare la vecchia che, dopo una breve battaglia, riesce a far sì che il conte si infilzi con il dardo, morendo. 
Il sergente dei gendarmi a questo punto viene informato da Eric su quanto avvenuto e, recatosi nella stanza indicatagli, vede quel macabro spettacolo e fa quindi rilasciare gli arrestati.
Nick, Eric e Laura possono così ripartire, con la promessa di restare insieme non “per sempre”, ma soltanto per “una lunghissima vita”

## Produzione
Il film fu iniziato da Warren Kiefer, il quale lasciò il lavoro incompiuto; fu portato a termine dallo sceneggiatore Michael Reeves, alla sua prima esperienza registica, ma venne firmato da Luciano Ricci sotto pseudonimo.

### Cast
La vecchia strega presente nel film non è interpretata da una donna bensì da Donald Sutherland, adeguatamente travestito e truccato.

### Riprese
Il castello del conte Drago è in realtà il castello Orsini-Odescalchi a Bracciano; il parco del castello è invece il Parco dei Mostri di Bomarzo, in provincia di Viterbo.

## Accoglienza

### Critica
(Sergio Grmek Germani, Bianco e Nero n. 4, 1977)
(Fantafilm)